# Élections régionales mauritaniennes de 2018
Les premières élections régionales mauritaniennes se déroulent le 1er septembre 2018 dans les six régions de Mauritanie à la suite de la récente création de ces entités décentralisées. Sont ainsi à pourvoir pour cinq ans les membres des conseils régionaux ainsi que les présidents de régions. Des élections municipales et législatives ont lieu simultanément.
L'Union pour la République, au pouvoir, remporte la totalité des régions. 

## Contexte

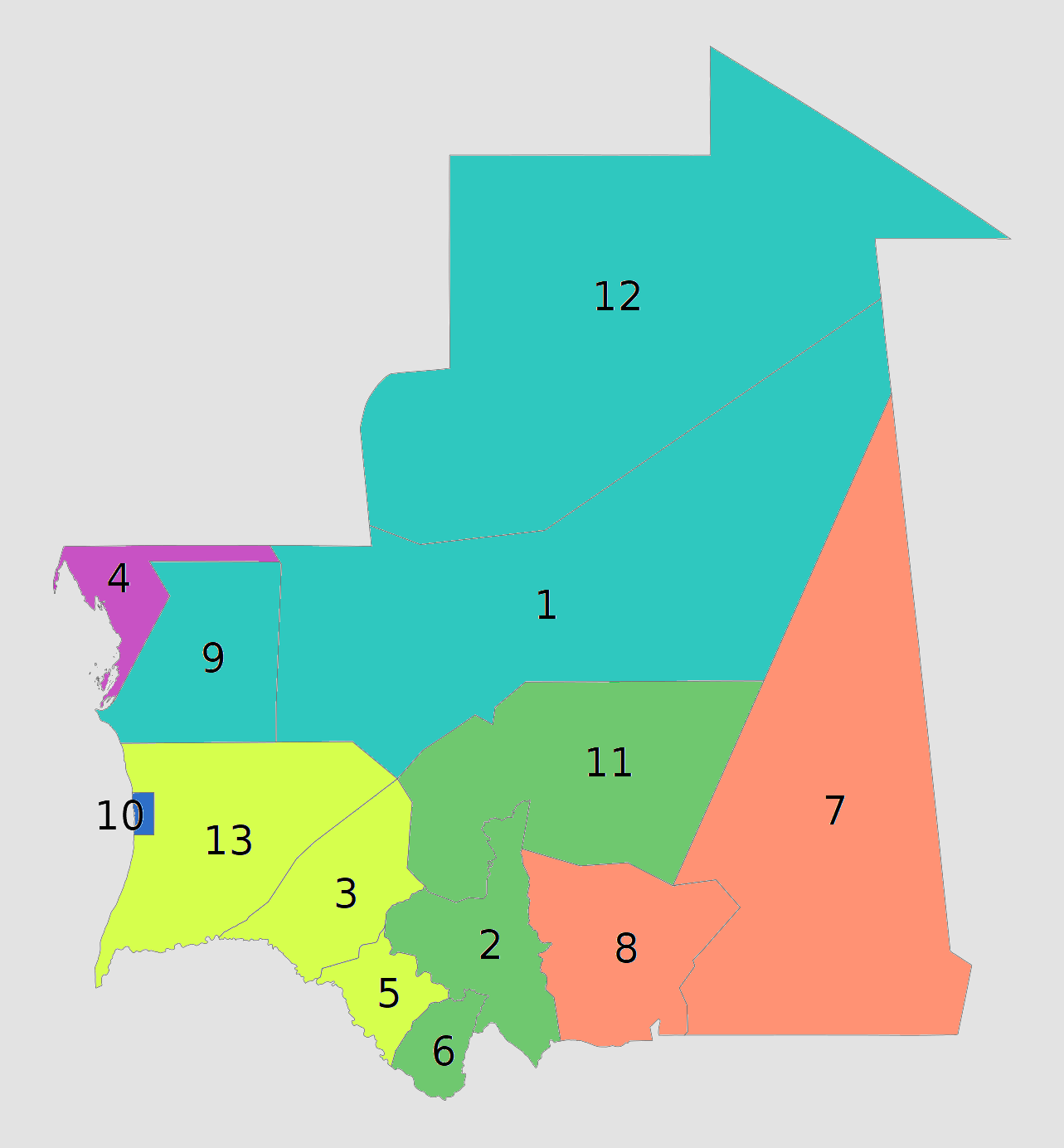
Les six régions de Mauritanie et les wilayas qui les composent.

À la suite d'un référendum constitutionnel organisé le 5 août 2017 et approuvé à plus de 85 % des voix, le Sénat mauritanien a été aboli, et son rôle de représentation du territoire remplacé par une décentralisation avec la création de six régions. Le 8 janvier 2018, l’Assemblée nationale mauritanienne entérine ce choix en votant une loi organique mettant en place six régions administratives regroupant les districts (willayas) existants.
La première regroupe les willayas de Hodh El Gharbi et de Hodh El Chargui ; la seconde celles de l’Assaba, du Tagant et du Guidimakha ; la troisième celles du Gorgol, du Brakna et du Trarza ; la quatrième celles du Tiris Zemmour, de l’Adrar et de l’Inchiri ; la cinquième se substitue à la Communauté urbaine de la capitale Nouakchott et la sixième remplace la willaya de Dakhlet Nouadhibou, seconde ville du pays.
La loi organique accorde aux régions des compétences en matière de développement économique, social, culturel et scientifique sur leur territoire. Elles sont administrées par un conseil régional élu au suffrage universel direct pour un mandat de cinq ans, et par un exécutif composé d’un président de région également élu au suffrage direct. Les conseils régionaux élisent pour leur part les vice-présidents en leur sein.

## Résultats
Selon la Commission électorale, l'Union pour la République (UPR) aurait remportée la majorité absolue dès le premier tour dans quatre des treize conseils régionaux. Au second tour, l'UPR remporte finalement la totalité des régions 
|                           | Union pour la République (UPR)                                  |           |     |           |  |     |  |  |               |  |  |  |  |  |  |
|                           | Front national pour la démocratie et l’unité (FNDU)             |           |     |           |  |     |  |  |               |  |  |  |  |  |  |
|                           | Rallye national pour la réforme et le développement (TAWASSOUL) |           |     |           |  |     |  |  |               |  |  |  |  |  |  |
|                           | Alliance progressiste populaire (PSJN)                          |           |     |           |  |     |  |  |               |  |  |  |  |  |  |
|                           | Parti du sursaut de la jeunesse pour la Nation (PSJN)           |           |     |           |  |     |  |  |               |  |  |  |  |  |  |
|                           | Parti de l'entente démocratique et sociale (El Wiam)            |           |     |           |  |     |  |  |               |  |  |  |  |  |  |
|                           | Union pour la démocratie et le progrès (UDP)                    |           |     |           |  |     |  |  |               |  |  |  |  |  |  |
|                           | Alliance pour la justice et la démocratie (AJD)                 |           |     |           |  |     |  |  |               |  |  |  |  |  |  |
|                           | Rassemblement des forces démocratiques (RFD)                    |           |     |           |  |     |  |  |               |  |  |  |  |  |  |
|                           | Autres partis                                                   |           |     |           |  |     |  |  |               |  |  |  |  |  |  |
|                           | Indépendants                                                    |           |     |           |  |     |  |  |               |  |  |  |  |  |  |
|                           |                                                                 |           |     |           |  |     |  |  |               |  |  |  |  |  |  |
| Suffrages exprimés        |                                                                 |           |     |           |  |     |  |  |               |  |  |  |  |  |  |
| Votes blancs et invalides |                                                                 |           |     |           |  |     |  |  |               |  |  |  |  |  |  |
| Total                     | Total                                                           |           | 100 |           |  | 100 |  |  | en stagnation |  |  |  |  |  |  |
| Abstentions               |                                                                 |           |     |           |  |     |  |  |               |  |  |  |  |  |  |
| Inscrits / participation  | Inscrits / participation                                        | 1 400 663 |     | 1 400 663 |  |     |  |  |               |  |  |  |  |  |  |